# Igor Rücker
Igor Rücker (* 1971 in Berlin) ist ein ehemaliger deutscher Basketballspieler.

## Laufbahn
Rücker spielte ab 1985 beim DTV Charlottenburg in der Basketball-Bundesliga und teils auch im Europapokal, beziehungsweise ab 1991 beim Nachfolgeverein DBV Charlottenburg. Für Alba Berlin spielte er ein Jahr in der Basketball-Bundesliga und verstärkte zeitweilig auch den SSV Weißenfels. Rücker war deutscher Jugendnationalspieler, im Januar 1989 nahm er mit der Auswahl des Deutschen Basketball Bunds an einer Reise in die Vereinigten Staaten teil und bestritt dort Vergleichsspiele mit Schülermannschaften.
Mit den Seniorenmannschaft des DBV Charlottenburg gewann Rücker deutsche Meistertitel in den Wettkampfklassen Ü35, Ü40 und Ü45.
Er absolvierte von 1990 bis 1994 ein Studium der Rechtswissenschaft an der Freien Universität Berlin sowie an der Westfälischen Wilhelms-Universität in Münster. 1998 wurde er als Rechtsanwalt zugelassen, 2001 erlangte er einen Master-Abschluss an der Sydney Law School der University of Sydney, 2005 folgte die Zulassung als Steuerberater. Als Anwalt vertrat er zeitweilig unter anderem das Nationale Olympische Komitee Deutschlands.